# Michael Stavarič

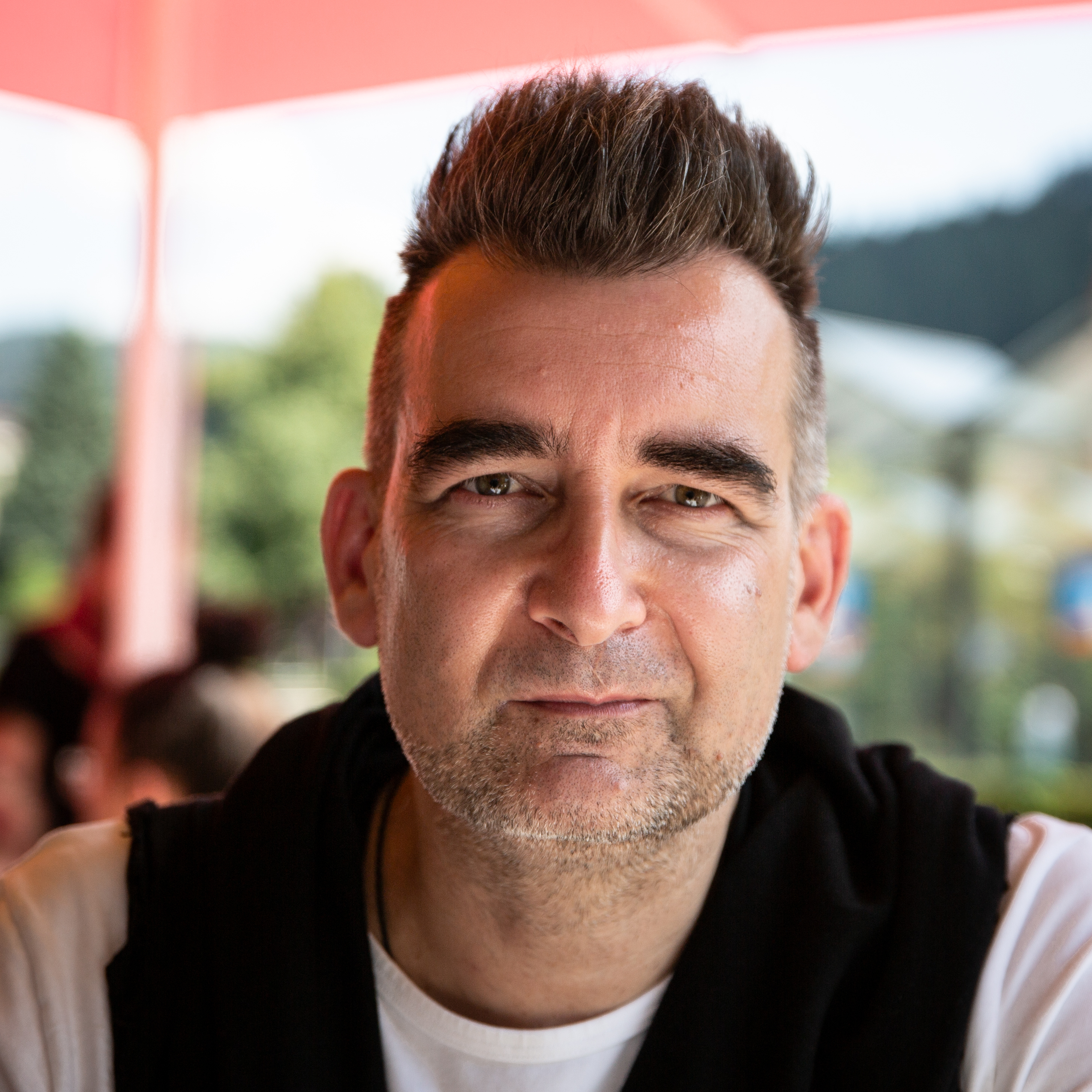
Michael Stavarič (2018)

Michael Stavarič (* 7. Januar 1972 in Brünn) ist ein österreichisch-tschechischer Schriftsteller und Übersetzer.

## Leben
Michael Stavarič kam 1979 als Siebenjähriger aus der damaligen Tschechoslowakei nach Österreich. Zunächst wollte die Familie nach Kanada auswandern, ihr Weg führte sie letztlich ins niederösterreichische Laa an der Thaya, wo der Autor die Volksschule, das Gymnasium und die Handelsakademie absolvierte.
Stavarič studierte in weiterer Folge an der Universität Wien Bohemistik und Publizistik/Kommunikationswissenschaft. In seiner Diplomarbeit (1998) widmete er sich dem Thema „Die Sprachstrukturen tschechischer Schlagzeilen in Mladá fronta Dnes und Blesk – eine Untersuchung der Einflußfaktoren auf Zeitungssprache in tschechischen Printmedien“.
Nach dem Studium arbeitete er als Executive Coordinator des Präsidenten des Internationalen P.E.N.-Klubs und Sekretär des tschechischen Botschafters a. D. Jiří Gruša sowie als Lehrbeauftragter für Inline-Skating an der Sportuniversität Wien. Wiederholt war er als Rezensent für Die Presse und das Wiener Stadtmagazin Falter sowie für verschiedene Verlage als Gutachter für tschechische Literatur tätig. Es folgten zahlreiche Veröffentlichungen in diversen Verlagen, Zeitschriften und Anthologien.
Seit 2021 arbeitet Stavarič mit der Filmemacherin Tina-Maria Feyrer an experimentellen Filmprojekten.
Michael Stavarič lebt heute als freier Schriftsteller in Wien.

## Werk

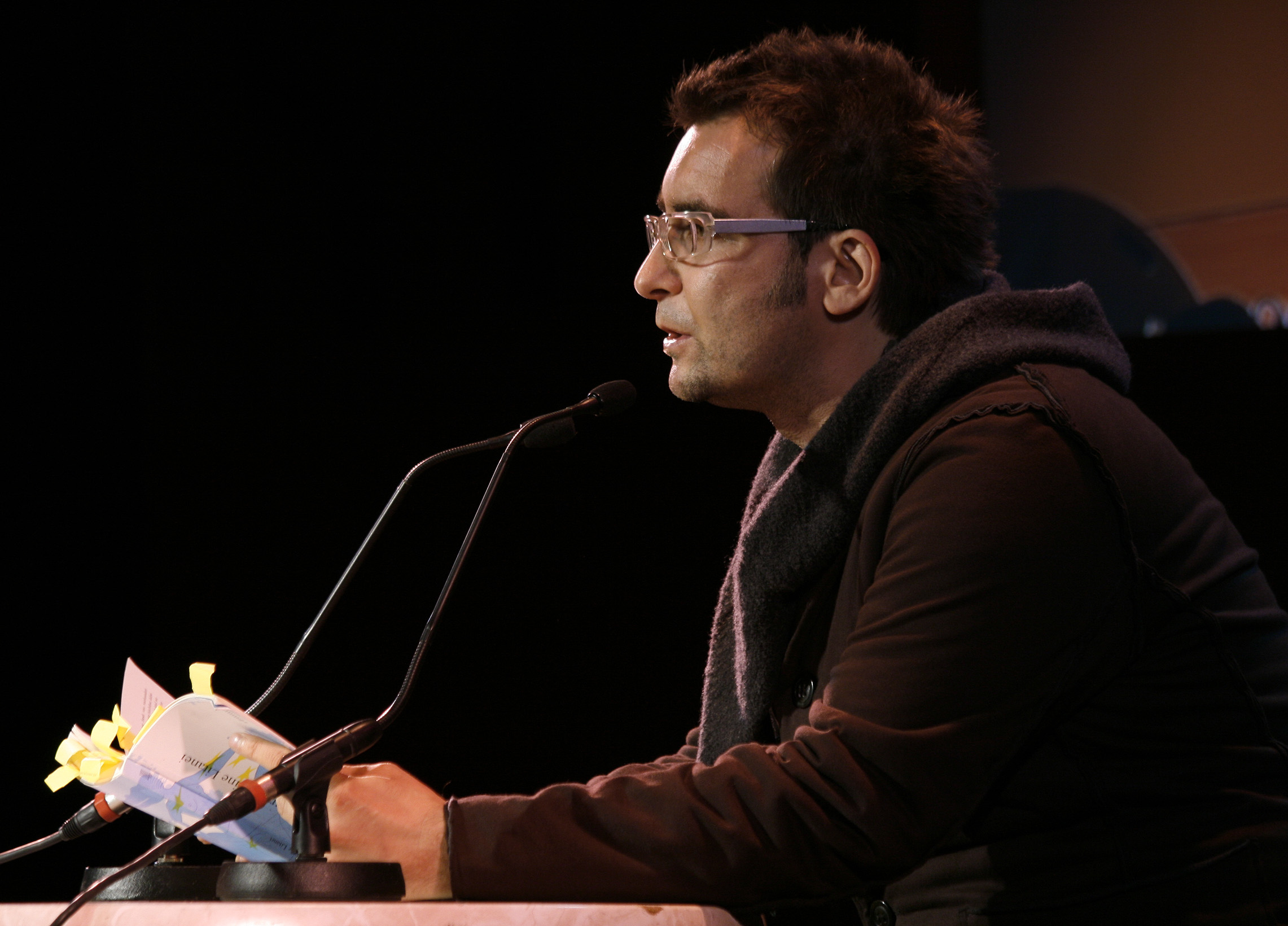
Michael Stavarič (Wien 2008)

Michael Stavaričs Werk, das neben Gedichten, Romanen, Essays und Erzählungen auch Kinderbücher umfasst, ist vom kreativen Zugang zur Sprache geprägt. Die formale Auseinandersetzung mit der deutschen Sprache ist und bleibt der Angelpunkt seines literarischen Schaffens. Prägendes Element seiner Arbeiten ist die Verbindung des Surrealen mit dem Absurden und des Grotesken mit dem Ironischen.

### Plagiat
Im Jahr 2022 wurde Michael Stavarič zusammen mit der Illustratorin Michèle Ganser für das Buch Faszination Krake (Verlag Leykam) in der Junior-Kategorie für die „Wissenschaftsbüchern des Jahres“  ausgezeichnet. Die Auszeichnung wurde jedoch 2023 aufgrund nachgewiesener Plagiate in wesentlichen Textbestandteilen von der Jury wieder aberkannt. Die offizielle Website des Wettbewerbs Wissenschaftsbuch des Jahres schreibt in der Stellungnahme dazu: „Wesentliche Textanteile im Buch wurden wörtlich von populärwissenschaftlichen Artikeln in Publikumszeitschriften übernommen. Es liegen somit nachweislich mehrfache Urheberrechtsverletzungen vor. Verlag und Autor haben angekündigt, zukünftige Neuauflagen in dieser Hinsicht zu korrigieren.“

## Bibliografie

### Einzelveröffentlichungen
- Flügellos. Gedichte. Edition Va Bene, Klosterneuburg 2000, ISBN 3-85167-098-1.
- Tagwerk. Landnahme. Ungelenk. Kunstprojekt. Verlag Guilty & Red bei BoD, Wien/Norderstedt 2002, ISBN 3-8311-4561-X.
- Europa – eine Litanei. Kookbooks, Idstein 2005, ISBN 3-937445-13-7.
- stillborn. Roman. Residenz Verlag, St. Pölten/Salzburg 2006, ISBN 3-7017-1440-1.
- mit Renate Habinger: Gaggalagu. Kinderbuch. Kookbooks, Idstein 2006, ISBN 3-937445-21-8.
- Terminifera. Roman. Residenz Verlag, St. Pölten/Salzburg 2007, ISBN 978-3-7017-1475-9.
- mit Renate Habinger: BieBu. Kinderbuch. Residenz Verlag, St. Pölten/Salzburg 2008, ISBN 978-3-7017-2034-7.
- Nkaah – Experimente am lebenden Objekt. Prosaminiaturen. Kookbooks, Idstein 2008, ISBN 978-3-937445-28-1.
- stillborn. Hörbuch gel. von Mona Moore. Residenz Verlag, St. Pölten/Salzburg 2008, ISBN 978-3-7017-4002-4.
- Magma. Roman. Residenz Verlag, St. Pölten/Salzburg 2008, ISBN 978-3-7017-1506-0.
- Böse Spiele. Roman. C. H. Beck, München 2009, ISBN 978-3-406-58240-0.
- Terminifera. Roman. dtv-Taschenbücher, München 2009, ISBN 978-3-423-13799-7.
- mit Renate Habinger: BieBu. Kinderbuch in koreanischer Fassung. Hanuri Open Education, Seoul 2009, ISBN 978-89-93260-13-7, ISBN 978-89-93260-27-4.
- mit Renate Habinger: BieBu. Včelikář aneb mravenci nemají o opylování vskutku ani ponětí, Kinderbuch in tschechischer Fassung. Mladá fronta, Prag 2009, ISBN 978-80-204-1952-1.
- Dorothee Schwab: Die kleine Sensenfrau. Kinderbuch. Luftschacht, Wien 2010, ISBN 978-3-902373-55-7.
- stillborn. Roman. dtv-Taschenbücher, München 2010, ISBN 978-3-423-13915-1.
- Déjà-vu mit Pocahontas. Raritan River. Czernin Verlag, Wien 2010, ISBN 978-3-7076-0326-2.
- Europa – eine Litanei. 2., erweiterte Auflage. Kookbooks, Idstein 2010, ISBN 978-3-937445-13-7.
- mit Radka Denemarková: Mrtvorozená Eliška Frankensteinová. stillborn in tschechischer Fassung. Labyrint, Prag 2010, ISBN 978-80-87260-06-7.
- Déjà-vu mit Pocahontas. E-Book, inkl. Soundtrack von Cadiz feat. Maja Racki, mcpublish, 2011, ISBN 978-3-902797-07-0.
- Manchmal denke ich immer noch mit den Fingerspitzen. E-Book. mcpublish, 2011, ISBN 978-3-902797-10-0.
- mit Renate Habinger: Hier gibt es Löwen. Kinderbuch. Residenz Verlag, St. Pölten/Salzburg 2011, ISBN 978-3-7017-2084-2.
- Brenntage. Roman. C. H. Beck, München 2011, ISBN 978-3-406-61265-7.
- Böse Spiele. Roman. dtv-Taschenbücher, München 2011, ISBN 978-3-423-14035-5.
- mit Deborah Sengl: Nadelstreif & Tintenzisch. Ein Bestiarium. Haymon, Innsbruck 2011, ISBN 978-3-85218-695-5.
- mit Dorothee Schwab: Gloria nach Adam Riese. Kinderbuch. Luftschacht, Wien 2012, ISBN 978-3-902844-15-6.
- Königreich der Schatten. Roman. Illustrationen von Mari Otberg. Beck, München 2013, ISBN 978-3-406-65389-6.[8][9][10]
- mit Christine Ebenthal (Ill.): Mathilda will zu den Sternen. Kinderbuch. NordSüdVerlag, Zürich 2015, ISBN 978-3-314-10264-6.
- mit Ulrike Möltgen (Ill.): Milli Hasenfuß. Kinderbuch. Kunstanstifter Verlag, Mannheim 2016, ISBN 978-3-942795-40-1.
- Der Autor als Sprachwanderer. Essay. Sonderzahl, Wien 2016, ISBN 978-3-85449-452-2.
- mit Linda Wolfsgruber: Als der Elsternkönig sein Weiß verlor. Kinderbuch. Kunstanstifter Verlag, Mannheim 2017, ISBN 978-3-942795-47-0.
- in an schwoazzn kittl gwicklt. Gedichte. Czernin Verlag. Wien 2017, ISBN 978-3-7076-0600-3.
- Gotland. Roman. Luchterhand – Randomhouse, München 2017, ISBN 978-3-630-87543-9.
- mit Ulrike Möltgen (Ill.): Der Bär mit dem roten Kopf. Kinderbuch. Aracari, Zürich 2017, ISBN 978-3-905945-89-8.
- Gotland. Roman. btb-Taschenbuch, München 2018, ISBN 978-3-442-71750-7.
- mit Stella Dreis: Die Menschenscheuche. Kinderbuch. Kunstanstifter Verlag, Mannheim 2019, ISBN 978-3-942795-65-4.
- Fremdes Licht. Roman. Luchterhand, München 2020, ISBN 978-3-630-87551-4.
- mit Dorothee Schwab: Balthasar Blutberg. Kinderbuch. Luftschacht, Wien 2020, ISBN 978-3-903081-46-8.
- Zu brechen bleibt die See. Gedichte. Czernin Verlag, Wien 2020, ISBN 978-3-7076-0730-7.
- Faszination Krake. Kinderbuch. Leykam Verlag, Wien 2021, ISBN 978-3-7011-8202-2.[11]
- Die Suche nach dem Ende der Dunkelheit. Gedichte. Limbus, Innsbruck 2023, ISBN 978-3-99039-237-9.
- Faszination Qualle. Kinderbuch. Leykam Verlag, Wien 2023, ISBN 978-3-7011-8243-5.
- Das Phantom. Roman. Luchterhand, München 2023, ISBN 978-3-630-87673-3.
- Tierisch wilde Weihnachten. Kinderbuch. Leykam Verlag, Wien 2023, ISBN 978-3-7011-8290-9.
- Faszination Haie. Kinderbuch. Leykam Verlag, Wien 2024, ISBN 978-3-7011-8315-9.

- spuren. Gedichte. Limbus Verlag, Innsbruck 2025, ISBN 978-3-99039-264-5.

### Übersetzungen und Herausgeberschaften (Auswahl)
- Patrik Ouředník: Europeana. Eine kurze Geschichte Europas im zwanzigsten Jahrhundert. Czernin-Verlag, Wien 2003.
- Patrik Ouředník: Das Jahr 24. Progymnasma 1965–89. Czernin-Verlag, Wien 2003.
- Jiří Gruša: Als ich ein Feuilleton versprach. Handbuch des Dissens und Präsens – Essays, Gedanken und Interviews aus den Jahren 1964 bis 2004. Czernin-Verlag, Wien 2004.
- Patrik Ouředník: Die Gunst der Stunde, 1855. Residenz Verlag, St. Pölten/Salzburg 2007.
- Neue Literatur aus Tschechien. In: Lichtungen. Nr. 116, Graz 2008.
- Petra Hůlová: Manches wird geschehen. Luchterhand, München 2009.
- Marketa Pilatová: Wir müssen uns irgendwie ähnlich sein. Residenz Verlag, St. Pölten/Salzburg 2010.
- Patrik Ouředník: Haus des Barfüßigen. Czernin-Verlag, Wien 2010.
- Petra Hůlová: Station Taiga. Luchterhand, München 2010.
- Michal Hvorecky: Tod auf der Donau. Klett-Cotta, Stuttgart 2012.
- Simona Smatana: Kompostfranzi. Leykam Verlag, Wien 2023.
- Simona Smatana: Hugo, der Mistkäfer. Leykam Verlag, Wien 2024.
- Sue Goyette: Ozean. (gem. mit Romina Nikolic), Matthes & Seitz, Berlin 2024.

### Verstreute Veröffentlichungen (Auswahl)
- Rot. In: Podium. Nr. 129, Wien 2003.
- Poetika. In: Lichtungen. Nr. 95, Graz 2003.
- Totgeburten. In: Podium. Nr. 131, Wien 2004.
- Don’t be stupid Nigga. In: Podium. Nr. 133, Wien 2005.
- Humans – Eine Litanei. In: Fleisch. Nr. 5 Wien 2006.
- Er ist eben ein überzeugter Europäer. In: Kulturaustausch – Zeitschrift für internationale Perspektiven. Nr. II/06 Stuttgart 2006.
- Magma. In: BELLA triste. Nr. 16, Hildesheim 2006.
- Terminifera. In: Stimmenfang. Residenz-Verlag 2006.
- Miroslav Tichy (fiktives Tagebuch). In: Artists for Tichy – Tichy for Artists. Verlag für moderne Kunst Nürnberg 2006.
- Cats. In: Ruth Rybarski: 33 Arten eine Katze zu lieben. Residenz-Verlag 2007.
- Icing geschieht. In: Gerfried Sperl, Eiszeit. Leykam 2007.
- Böses Spiel. In: Die Besten 2007 – Klagenfurter Texte. (Anthologie der Teilnehmer des Ingeborg-Bachmann-Wettbewerbs), Piper 2007.
- Österreich, Gott und die Welt. In: Kulturvermittlung Steiermark: Halbwegs zum Himmel. Leykam 2007.
- Nkaah. In: Miromente. Nr. 11, Dornbirn 2008.
- Magma. In: SALZ. Nr. 131 (Begleitheft zu den Rauriser Literaturtagen), Salzburg 2008.
- Magma. In: Lichtungen. Nr. 113, Graz 2008.
- Am Ende war der Schnee. In: Daniela Egger, Austern im Schnee und andere Sommergeschichten. Eine literarische Landkarte von Lech-Zürs, Bucher-Verlag, Hohenems 2008.
- Böses Spiel (2). In: Miromente. Nr. 13, Dornbirn 2008.
- Wortlaut 08. Verspielt. FM4 Literaturwettbewerb – mit einem Vorwort von Michael Stavaric, Luftschacht. Wien 2008.
- Ich glaube. In: see´ya Magazin. Nr. 2, Wien 2008.
- Porno unplugged. Eine Litanei. In: Fabian Burstein, Porno unplugged. Ein Dokumentarfilm über die österreichische Porno-Industrie, Illuminati film 2008.
- Viewing Ghost. In: Peter Noever, Anish Kapoor. Shooting into the Corner. MAK Wien/Hatje Cantz, Ostfildern, 2009.
- Geister II. In: Gegenwartsliteratur II. Literatursalon Wartholz, Kral-Verlag, Berndorf 2009.
- Die Lüge. In: BELLA triste. Nr. 23, Hildesheim 2009.
- Crossing Cultures. In: Carola Mair, Crossing Cultures. Ein filmischer Dialog zwischen den Kulturen Afrikas und Europas, Regie/Produktion: Carola Mair, Kamera/Schnitt: Gerald Hötzeneder, caromax production 2009.
- Katzen. In: Postcard stories. ars vivendi Verlag 2009.
- Déjà-vu mit Pocahontas. In: Péter Esterházy, Lichterfeste, Schattenspiele. Chamisso-Preisträger erzählen, dtv 2009.
- Bilingualität ist Vielfalt. In: Fritz Niemann, Wienzeilen. Die interkulturelle Anthologie, Verlag Bibliothek der Provinz 2009.
- Über den Untergang der Literatur. In: Fabian Burstein, Wir feiern Untergang. Kulturpessimistische Schriften, Residenz Verlag 2009.
- Eliška Frankensteinová. In: Revue Labyrint. Nr. 25–26, Prag 2010.
- Ahoj Sensenfrau. In: 1001 Buch – Das Magazin für Kinder- und Jugendliteratur. Nr. 1/2010, Wien 2010.
- New York – Eine literarische Fotoreise. In: faq magazine. Nr. 6, Wien 2010.
- Pocahontas. In: Manuskripte. Nr. 187, Graz 2010.
- Rom. In: Linda Stift, Alle Wege. Sonderzahl Verlag 2010.
- Dzschemlovka. In: Linda Wolfsgruber, Was auf den Tisch kam. Lieblingsspeisen und Geschichten aus der Kindheit, Mandelbaum Verlag 2010.
- Ich liebe ein Elektrokabel. In: Nicolas Mahler, Dick Boss. Luftschacht 2010.
- Bestiarium. In: Literatur und Kritik. September, Otto Müller Verlag Salzburg 2010.
- Scannborn. gem. mit Laetizia Praiss, in: BELLA triste. Sonderausgabe, Hildesheim 2011.
- Immer schön brav sein, junger Mann. In: Eva Menasse, Wien, Küss die Hand, Moderne. Corso Verlagsgesellschaft, Hamburg 2011.
- Bestiarium – Zeiten als Kulissen. In: Poetenladen. Literaturmagazin Nr. 11, Leipzig 2011.
- Myself, Marc Quinn. In: Sammlung Essl, Schönheit und Vergänglichkeit. Ein Kunst-Lesebuch, Klosterneuburg 2011.
- Schlangenmenschen. In: Lars Claßen, Kartographie der Nacht. Suhrkamp, Berlin 2011.
- Der Wald. In: Wald – Das Magazin für draussen. Nr. 5, Wien 2012.
- Prag. In: Jürgen Schütz, Die Großstädter – Der Mensch im Brennpunkt der Metropole. Septime Verlag, Wien 2012.
- Mit Pocahontas durchs Weinviertel. In: Freya Martin, Das etwas andere Weinviertel. Styria, Wien 2013.
- Was mich, Tolkien und das Weinviertel verbindet. In: ORTE Architekturnetzwerk Niederösterreich, Architekturlandschaft Niederösterreich. Springer-Verlag, Wien 2013.
- Glücklich Heimatlos. In: Volkskultur Niederösterreich, Das Weinviertel – Mehr als Idylle. Bibliothek der Provinz, Weitra 2013.
- Königreich der Schatten. In: Lichtungen. Nr. 135, Graz 2013.
- Königreich der Schatten. In: Fleisch. Nr. 27 Wien 2013.
- Brhawahpuppp. In: 1865, 2015 – 150 Jahre Wiener Ringstraße. Metroverlag, Wien 2014.
- Der Erste Weltkrieg – Eine Litanei. In: Manfried Rauchensteiner (Hrsg.): An meine Völker. Amalthea, Wien 2014.
- Laa an der Thaya. In: Österreich-Atlas: Literarisch-fotografische Erkundungen aus der Mitte Europas. Jung und Jung, Salzburg 2014.
- Fast ein Brief an den Papst. In: Andrea Stift (Hrsg.): Franziskus unser. Literarische Positionen zum Papst. Leykam, Graz 2015.
- Unter dem Kaiser. In: Marlen Schachinger (Hrsg.): übergrenzen. Septime, Wien 2015.
- Kafka. In: Franz Kafka: Josefine, die Sängerin oder das Volk der Mäuse. mit Radierungen von Michaela Weiss, Verlag Bibliothek der Provinz, Weitra 2016.
- Betrachtungen, Erinnerungen und Überlegungen eines Zugereiseten. In: Wolfgang Kühn (Hrsg.): Mein Weinviertel. Literaturedition Niederösterreich, St. Pölten 2016.
- Später setze ich mich ins nächstbeste Café…. In: Alain Barbero, Barbara Rieger (Hrsg.): Melange der Poesie. Wiener Kaffeehausmomente in Schwarzweiß. Kremayr & Scheriau, Wien 2017.
- Elisa Frankenstein. In: Wolfgang Paterno (Hrsg.): Das erste Mal. Autorinnen und Autoren über ihr erstes Buch. Czernin-Verlag, Wien 2019.

## Auszeichnungen
- 2002: International Poetry Competition Award
- 2003: Literaturpreis der Akademie Graz
- 2006: Publikumspreis des Literaturfestivals Wortspiele
- 2007: Österreichischer Staatspreis für Kinder- und Jugendliteratur für Gaggalagu
- 2007: Buch.Preis für stillborn[12]
- 2008: Adelbert-von-Chamisso-Förderpreis für Terminifera
- 2008: Förderungspreis der Stadt Wien
- 2008: Projektstipendium für Literatur des österreichischen Bundesministeriums für Unterricht, Kunst und Kultur
- 2008: Arbeitsstipendium der Robert Bosch Stiftung
- 2009: Stipendium der Max Kade Foundation New York
- 2009: Österreichischer Staatspreis für Kinder- und Jugendliteratur für BieBu
- 2009: Hohenemser Literaturpreis, gemeinsam mit Agnieszka Piwowarska
- 2009: Literaturpreis Wartholz
- 2009: Mira-Lobe-Stipendium des österreichischen Bundesministeriums für Unterricht, Kunst und Kultur
- 2009: Kinderbuchpreis der Stadt Wien für BieBu
- 2010: IBBY Honour List (BieBu)
- 2010: Wiener Autorenstipendium
- 2010: Kinderbuchpreis der Stadt Wien für Die kleine Sensenfrau
- 2011: Kollektion zum Österreichischen Staatspreis für Kinder- und Jugendliteratur, Die kleine Sensenfrau
- 2011: Projektstipendium für Literatur des österreichischen Bundesministeriums für Unterricht, Kunst und Kultur
- 2012: Österreichischer Staatspreis für Kinder- und Jugendliteratur für Hier gibt es Löwen
- 2012: IBBY Honour List (Die kleine Sensenfrau)
- 2012: Adelbert-von-Chamisso-Preis
- 2013: Luchs (Literaturpreis) im April für Gloria nach Adam Riese
- 2017: German Design Award für Milli Hasenfuß
- 2018: Stipendium der Stiftung Dr. Hans Müller und Gertrude Müller, Aargauer Literaturhaus Lenzburg
- 2020: LeseLenz-Preis der Thumm-Stiftung für Junge Literatur
- 2021: EMYS Jahrespreis (Titel: Faszination Krake; Illustration: Michèle Ganser)
- 2022: Wissenschaftsbuch des Jahres (Titel: Faszination Krake;Illustration: Michèle Ganser)[13] Auszeichnung wegen Plagiats aberkannt[6][7]
- 2022: Österreichischer Kinder- und Jugendbuchpreis für Faszination Krake (zusammen mit Michèle Ganser)